# Dipodillus somalicus
Il gerbillo somalo (Dipodillus somalicus  Thomas, 1910) è un Roditore della famiglia dei Muridi diffuso in Somalia e Gibuti.

## Descrizione

### Dimensioni
Roditore di piccole dimensioni, con la lunghezza della testa e del corpo tra 82 e 90 mm, la lunghezza della coda tra 112 e 124 mm, la lunghezza del piede tra 24 e 25 mm e la lunghezza delle orecchie tra 11 e 12 mm.

### Aspetto
La pelliccia è lunga, soffice e fine. Le parti superiori sono colo sabbia brillante, mentre le parti ventrali e le zampe sono bianche. Una macchia bianca è presente dietro ogni orecchio. La pianta dei piedi è priva di peli. La coda è più lunga della testa e del corpo, color sabbia sopra, più chiara sotto e con un ciuffo terminale di peli brunastri.

## Biologia

### Comportamento
È una specie terricola.

## Distribuzione e habitat
Questa specie è conosciuta soltanto da due esemplari catturati nella Somalia nord-occidentale e a Gibuti.
Vive nei deserti e in zone con terreno arido o con vegetazione sparsa tra 1.200 e 1.400 metri di altitudine.

## Conservazione
La IUCN Red List, considerata la mancanza di informazioni recenti circa il suo areale, le eventuali minacce, lo stato della popolazione e i requisiti ecologici, classifica D.somalicus come specie con dati insufficienti (DD).